# Honorarordnung für Architekten und Ingenieure
Die Honorarordnung für Architekten und Ingenieure (HOAI) ist eine Rechtsverordnung der deutschen Bundesregierung zur Regelung der Honorare für Architekten- und Ingenieurleistungen in Deutschland. 
Die seit 1. Januar 2021 geltende Fassung regelt die Vergütung der Leistungen von Architekten und Ingenieuren, die Planungsleistungen in den Bereichen der Architektur, der Stadtplanung und des Bauwesens erbringen. Ausgenommen sind Ingenieure, die in den Bereichen Umweltverträglichkeit, Bauphysik, Bodenmechanik und Vermessungswesen tätig sind. Zudem sind Ingenieurleistungen der Bereiche Maschinen- und Anlagenbau, Verfahrens-, Elektro- und Prozesstechnik ausgenommen, die keinen direkten Bezug zur technischen Ausstattung des Bauwerkes haben. Für sie wurden lediglich nicht verpflichtende Regelungen aufgestellt.

## Bedeutung
Die HOAI regelt die Honorare für Ingenieur- und Architektenleistungen. Abweichungen waren bis Ende 2020 nur in wenigen definierten Fällen zulässig. Rechtsgrundlage für die HOAI ist das Gesetz zur Regelung von Ingenieur- und Architektenleistungen.
Die erste Fassung der HOAI löste per 1. Januar 1977 die Gebührenordnung für Architekten aus dem Jahr 1950 („GOA 1950“) und die Gebührenordnung der Ingenieure aus dem Jahr 1956 („GOI 1956“) ab. Die seit dem 1. Januar 2021 geltende Fassung ist auf diejenigen Vertragsverhältnisse anzuwenden, die nach Ablauf des 31. Dezember 2020 begründet worden sind, jedoch nicht auf Grundleistungen, die vor dem 17. Juli 2013 vertraglich vereinbart wurden (§ 58 HOAI).
Die HOAI regelt nicht, welche Leistungen der Architekt bzw. der Ingenieur zu erbringen hat. Die in der HOAI aufgelisteten Grundleistungen und ihre Abgrenzung zu den besonderen Leistungen haben nur preisrechtliche Bedeutung. Der Umfang der Leistungen, die von dem Architekten zu erbringen sind, bestimmt sich allein nach dem geschlossenen Werkvertrag. Dessen Grundlage ist das BGB.
Das Honorar wird zwischen dem Auftraggeber einerseits und dem Architekten bzw. Ingenieur andererseits auf Basis der Regelungen der HOAI vereinbart. Unterschreitungen der Mindestsätze oder Überschreitung der Höchstsätze der HOAI sind nach einem Urteil des Europäischen Gerichtshofs vom 4. Juli 2019 zulässig, nicht aber verbindliche Mindest- und Höchsthonorarsätze. Sofern nicht bei Auftragserteilung etwas anderes schriftlich vereinbart worden ist, gelten die jeweiligen Mindestsätze als vereinbart.
Für die Fälligkeit der Honorarforderung und den Anspruch auf Abschlagszahlungen gelten § 650g Abs. 4 und § 632a des Bürgerlichen Gesetzbuchs (BGB) entsprechend (§ 15 HOAI). Voraussetzung für die Fälligkeit ist neben der Abnahme, dass eine prüffähige Honorarschlussrechnung erteilt ist. Allerdings muss der Bauherr Einwendungen gegen die Prüffähigkeit der Abrechnung binnen zwei Monaten nach Rechnungserhalt rügen. Später kann er sich nicht mehr auf die fehlende Prüffähigkeit berufen.
Die Höhe der Vergütung ermittelt sich im Wesentlichen nach der Aufgabenstellung, dem Schwierigkeitsgrad (Honorarzone), den anrechenbaren Kosten und den erbrachten Leistungen. Die Leistungen werden in verschiedene Leistungsphasen untergliedert.
Die HOAI soll den Architekten und Ingenieuren ein auskömmliches Honorar und den Bauherren die Qualität der Bauplanung, Ausschreibung, Vergabe und der Objektüberwachung sichern. Wettbewerb soll nicht auf Preisebene, sondern allein in der Qualität der Arbeit stattfinden.

## Fassung von 1996, 2. überarbeitete Auflage 2002 mit Euro-Honorarsätzen
Diese Fassung ist gültig für Verträge, die bis zum 17. August 2009 geschlossen wurden. Eine Überarbeitung der Fassung von 1996 wurde 2002 anlässlich der Währungsumstellung auf den Euro veröffentlicht.

### Teilbereiche der HOAI
Die HOAI 1996/2002 ist in 15 Teile gegliedert, die allgemeine oder vorhabenspezifische Regelungen enthalten.
| Teil | Titel                                                            |
| ---- | ---------------------------------------------------------------- |
| I    | Allgemeine Vorschriften                                          |
| II   | Leistungen bei Gebäuden, Freianlagen und raumbildenden Ausbauten |
| III  | Zusätzliche Leistungen                                           |
| IV   | Gutachten und Wertermittlungen                                   |
| V    | Städtebauliche Leistungen                                        |
| VI   | Landschaftsplanerische Leistungen                                |
| VII  | Leistungen bei Ingenieurbauwerken und Verkehrsanlagen            |
| VIII | Verkehrsplanerische Leistungen                                   |
| IX   | Leistungen bei Tragwerksplanungen                                |
| X    | Leistungen bei der Technischen Ausrüstung                        |
| XI   | Leistungen für Thermische Bauphysik                              |
| XII  | Leistungen für Schallschutz und Raumakustik                      |
| XIII | Leistungen für Bodenmechanik, Erd- und Grundbau                  |
| XIV  | Vermessungstechnische Leistungen                                 |
| XV   | Schluss- und Überleitungsvorschriften                            |

### Leistungsphasen
Die meisten Aufgabenstellungen für Architekten und Ingenieure werden nach HOAI in neun Leistungsphasen (Lph) gegliedert.

### Anrechenbare Kosten
Die anrechenbaren Kosten sind eines der Regelkriterien bei der Ermittlung des Honorars der Leistungen von Architekten und Ingenieuren nach der HOAI. Sie werden z. B. für Gebäude aus einem fachspezifischen Kostenanteil auf Basis der Kostenermittlungen nach DIN 276 errechnet und können daher innerhalb eines Projektes je nach Planungsstand unterschiedlich hoch sein.

### Berechnung des Honorars
Das Honorar wird aus den Honorartafeln der Teilbereiche der HOAI für die entsprechenden Vorhaben ermittelt. Eingangswerte in die Tafeln sind die anrechenbaren Baukosten und die Honorarzone. Durch die Honorarzone wird die Schwierigkeit der Planung im konkreten Vorhaben bewertet. Die Honorarzone I steht für sehr geringe, Honorarzone III für durchschnittliche und Honorarzone V für sehr hohe Planungsanforderungen. Für jede Honorarzone ist ein Mindest- und ein Höchstsatz angegeben. Eine Vereinbarung von Viertel-, Mittel- oder Dreiviertelsatz innerhalb dieser Sätze ist möglich. Aus den Honorartafeln kann man das Grundhonorar für die Gesamtleistung (alle Leistungsphasen) ablesen bzw. durch lineare Interpolation ermitteln. Wenn nur einzelne Leistungsphasen erbracht werden, wird das Honorar hierfür durch Multiplikation des Grundhonorars mit der Bewertung (Vomhundertsätze = prozentualer Anteil an der Gesamtleistung) der einzelnen Leistungsphasen ermittelt.
Die Honorarermittlung der einzelnen Leistungsphasen erfolgt also anhand der Prozentsätze, der Honorarzone bzw. des Honorarsatzes innerhalb der Zone und der anrechenbaren Kosten. Gemäß HOAI 1996 und 2002 sind die anrechenbaren Kosten noch auf Basis der DIN 276 vom April 1981 zu ermitteln, seit HOAI 2009 in der Gliederung der DIN 276 (Fassung: 12/2008).
Die Ermittlung der anrechenbaren Kosten erfolgt in den einzelnen Leistungsphasen der HOAI nach unterschiedlichen Methoden:
Kostenschätzung
ist in der Lph 2 vorgesehen → Sie dient der Abrechnung der auflaufenden Planungsleistungen -solange bis die Kostenberechnung vorliegt. Sie findet keinen Eingang in die endgültige Honorarberechnung.
Kostenberechnung
ist in der Lph 3 (=Entwurfsplanung) vorgesehen → Die Leistungsphasen 1–4 der HOAI werden endgültig nach Kostenberechnung abgerechnet. D. h., auch wenn sich die anrechenbaren Kosten in den weiteren Leistungsphasen verändern, bleibt das Ingenieurhonorar für die Lph 1–4 unverändert. Nur bei Ingenieurbauwerken und Verkehrsanlagen können die Vertragsparteien bei Auftragserteilung vereinbaren, dass auch die weiteren Leistungsphasen nach der Kostenberechnung abgerechnet werden (Achtung: Seit Geltung der HOAI 2009 wird das Planerhonorar aller Leistungsphasen nach der Kostenberechnung ermittelt).
Kostenanschlag
ist in der Lph 7 vorgesehen → Die Leistungsphasen 5–7 HOAI der Teile II, IX u. XI der HOAI werden endgültig nach Kostenanschlag abgerechnet (Achtung: in der HOAI 2009 ist dies anders geregelt!).
Kostenfeststellung
ist in der Lph 8 vorgesehen → Sie ist Honorargrundlage für die Lph 8 und 9 HOAI der Teile II, IX u. XI, sowie bei Teil VII, VIII u. XIII für die Leistungsphasen ab 5 (auch dies ist in der HOAI 2009 anders geregelt, siehe dort).

Sollten die anrechenbaren Kosten weniger als 25.000 EUR oder mehr als 25.000.000 betragen, ist das Honorar frei zu vereinbaren.
Zusätzlich zu den anrechenbaren Kosten können Nebenkosten, die in der HOAI aufgeführt sind, berechnet werden. Dabei können die Nebenkosten pauschal oder nach Einzelnachweisen abgerechnet werden.

### Leistungen im Bestand
Um den erhöhten Schwierigkeitsgrad bei dem Umbau vorhandener Gebäude angemessen zu berücksichtigen, sieht die HOAI ab Honorarzone II (geringe Planungsanforderungen) einen Umbauzuschlag von 20 bis 80 % des Honorars vor. Ohne schriftliche Vereinbarung beträgt der Umbauzuschlag 20 %.
Da der Architekt und Ingenieur bei Leistungen für vorhandene Gebäude auch bestehende Konstruktionen und Bauteile in seinen Planungen berücksichtigen muss, für die jedoch keine anrechenbare Kosten anfallen, sieht die HOAI dafür vor, die vorhandene Bausubstanz nach HOAI § 10 (3a) angemessen zu berücksichtigen. Für die Ermittlung des Wertes der vorhandenen Bausubstanz gibt es unterschiedliche Ermittlungsarten, die u. a. auch das Alter und den Zustand der Substanz berücksichtigen. Im Regelfall gilt: Je älter die Bausubstanz ist und je weniger sie instand gehalten oder saniert wurde, desto niedriger sind die zu berücksichtigenden Kosten. Einfache Ermittlungen erfolgen auf Basis der Kubatur des Gebäudes, aufwendige werden bauteil- und mengenbezogen ermittelt. Für die Berücksichtigung des Alters und des Zustandes gibt es Literatur mit speziellen Tabellen (z. B. Ross/Brachmann).

## Fassung von 2009
Sie gilt für Verträge, die ab dem 18. August 2009 geschlossen wurden.

### HOAI-Reform 2009
Aufgrund von europarechtlichen Bedenken gegen die HOAI wurde im August 2009 eine novellierte HOAI in Kraft gesetzt. Der bereits im Februar 2008 vorgelegte erste Entwurf war in der Fachwelt (Kammern, Verbände, Fachpresse, Anwaltschaft) durchweg auf erhebliche Kritik gestoßen und infolgedessen Ende Mai 2008 zurückgezogen worden. Im März 2009 wurde ein modifizierter Entwurf vom Bundesministerium für Wirtschaft und Technologie vorgelegt. Auch dieser Entwurf wurde von der Fachwelt kritisiert. Am 29. April 2009 wurde vom Bundeskabinett die 6. Novelle der HOAI verabschiedet. In der verabschiedeten Fassung wurden einige weitere, aber nicht alle, Kritikpunkte der Fachwelt berücksichtigt.
Der Bundesrat hat am 12. Juni 2009 zugestimmt. Auszug aus dem Bundesratsbeschluss vom 12. Juni 2009: "Der Bundesrat hat heute der neuen Honorarordnung für Architekten und Ingenieure (HOAI) zugestimmt und eine begleitende Entschließung gefasst. Darin begrüßt er die Anhebung der Honorarsätze, fordert aber zugleich eine weitere Modernisierung und redaktionelle Überarbeitung der HOAI. Problematisch findet er, dass verbindliche Honorarsätze allein bei Planungsleistungen vorgegeben sind. Darüber hinaus bitten die Länder die Bundesregierung, innerhalb eines Jahres nach Inkrafttreten der Novelle über die Entwicklung und eventuell notwendige Anpassungsmaßnahmen insbesondere hinsichtlich der Honorarstruktur, des Leistungsbildes, der Anrechenbarkeit nach Bausubstanz sowie der Regelung zur Objektüberwachung zu berichten."
Die HOAI 2009 wurde am 17. August 2009 im Bundesgesetzblatt veröffentlicht und wurde dadurch am Tag darauf in Kraft gesetzt.

### Wesentliche Änderungen in der Fassung 2009
Die HOAI-Novelle 2009 bringt eine Fülle von Änderungen bei der Honorarberechnung im Detail mit sich, für die Spezialliteratur zur Verfügung steht. Die für jeden Auftraggeber wesentlichen Änderungen umfassen u. a.:
- Zeithonorare (Stundensätze) sind nun frei vereinbar
- Kostenberechnungen sind nun als Regelfall die Basis für die Honorierung aller Leistungsphasen (damit erfolgt eine Abkoppelung der Honorare von den tatsächlichen Baukosten) – alternativ kann unter bestimmten Voraussetzungen eine sog. Baukostenvereinbarung getroffen werden
- Die Honorartafelwerte wurden um 10 % gegenüber der Fassung von 1996 angehoben
- Die Basis für die Honorarermittlung ist nun die im Rahmen der Projektbearbeitung geschuldete Kostenermittlung (d. h., es ist zur Honorarermittlung keine Umstrukturierung der Kostenermittlungen mehr in die Form der DIN 276 von 1981 erforderlich)
- Für Planungsänderungen auf Veranlassung des Auftraggebers besteht nun unabhängig von der Höhe des Aufwandes ein Vergütungsanspruch
- Es werden weniger Leistungsinhalte verbindlich geregelt (siehe unten)
- Die systematische Struktur der HOAI wurde verändert; Objektlisten, Besondere Leistungen und die Leistungen der einzelnen Leistungsbilder werden nun in Anhängen zum eigentlichen Verordnungstext dargestellt

### Verbindliche Honorarregelungen
In der HOAI 2009 werden nur noch die im eigentlichen Verordnungstext stehenden, nachfolgend genannten Bereiche verbindlich preisrechtlich geregelt:
- Teil 1 "Allgemeine Vorschriften" (§ 1 bis § 16)
- Teil 2 "Flächenplanung"
  - Abschnitt 1: Bauleitplanung
    - Flächennutzungspläne (Leistungsbild: § 18; Honorare § 20)
    - Bebauungspläne (Leistungsbild: § 19; Honorare § 21)

  - Abschnitt 2: Landschaftsplanung
    - Landschaftsplan (Leistungsbild: § 23; Honorare § 28)
    - Grünordnungsplan (Leistungsbild: § 24; Honorare § 29)
    - Landschaftsrahmenplan (Leistungsbild: § 25; Honorare § 30)
    - Landschaftspflegerischer Begleitplan (Leistungsbild: § 26; Honorare § 31)
    - Pflege- und Entwicklungsplan (Leistungsbild: § 27; Honorare § 32)
- Teil 3 "Objektplanung"
  - Abschnitt 1: Gebäude und raumbildende Ausbauten (Leistungsbild: § 33; Honorare § 34)
  - Abschnitt 2: Freianlagen (Leistungsbild: § 38; Honorare § 39)
  - Abschnitt 3: Ingenieurbauwerke (Leistungsbild: § 42; Honorare § 43)
  - Abschnitt 4: Verkehrsanlagen (Leistungsbild: § 46; Honorare § 47)
- Teil 4 "Fachplanung"
  - Abschnitt 1: Tragwerksplanung (Leistungsbild: § 49; Honorare § 50)
  - Abschnitt 2: Technische Ausrüstung (Leistungsbild: § 53; Honorare § 54)
- Teil 5 "Überleitungs- und Schlussvorschriften"

### Unverbindliche Honorarempfehlungen, freie Preisvereinbarung möglich
Folgende in der HOAI 2002 noch verbindlich geregelte Leistungen werden als sog. Beratungsleistungen in die unverbindliche Anlage 1 zur HOAI 2009 verschoben; deren Honorar ist nun frei vereinbar; die Angaben zur Honorarbestimmung in der Anlage 1 sind lediglich (unverbindliche) Orientierungshilfen:
- Leistung Umweltverträglichkeitsstudie
- Leistungen für Thermische Bauphysik
- Leistungen für Schallschutz und Raumakustik
- Leistungen für Bodenmechanik, Erd- und Grundbau
- Vermessungstechnische Leistungen

### Freie Honorarvereinbarung
Die sog. Besonderen Leistungen, die in der HOAI nicht abschließend aufgezählt sind, waren bereits in der HOAI 1996/2002 preislich frei vereinbar. Zu ihnen sind in der HOAI 2009 einige Leistungen hinzugekommen, die in der alten Fassung verbindlich geregelt waren. Hier ist z. B. die Örtliche Bauüberwachung von Ingenieurbauwerken und Verkehrsanlagen zu nennen (§ 57 HOAI 1996/2002). Diese wird nur noch als Besondere Leistung bei den Leistungen für Ingenieurbauwerke und Verkehrsanlagen erwähnt. Ein Honorarvorschlag findet sich hierfür nicht einmal mehr in der unverbindlichen Anlage zur HOAI 2009, sondern lediglich noch in der Begründung zur neuen Honorarordnung.

### Leistungen im Bestand
Die Höhe des Umbauzuschlages beträgt nun je nach Schwierigkeitsgrad zwischen 20 % und 80 %. Dazu äußert sich die HOAI 2009 im § 35 "Leistungen im Bestand". Auch ohne besondere Vereinbarung gilt ab Honorarzone II ein Umbauzuschlag von 20 %. Zur Orientierung des Schwierigkeitsgrades kann die Honorarzone dienen, z. B. anhand der Formel: (Honorarzone x 20 %) - 20 % = Zuschlag nach § 35 HOAI 
Der Ansatz anrechenbarer Kosten bei der technisch-konstruktiven Einbeziehung vorhandener Bausubstanz in die Planung ist entfallen, stattdessen wurden die Umbauzuschläge erhöht.

## Fassung von 2013
Am 16. Juli 2013 wurde im Bundesgesetzblatt die neue HOAI Fassung vom 10. Juli 2013 veröffentlicht. Im Gegensatz zu der HOAI 2009 ist die HOAI 2013 überwiegend eine Fortschreibung ihres Vorgängers. Es wurden viele und teils auch wichtige Änderungen eingefügt, aber sie wurde nicht umfassend umgeschrieben.
Die bedeutenden Änderungen HOAI-Novelle 2013 sind:
- Anhebung der Honorarsätze
- Änderungen beim Bauen im Bestand
- Neue Leistungsbilder
- Änderung Gewichtung Leistungsphasen
- Fälligkeit des Honorars nach Abnahme
- Neue Honorarregelungen Änderungsleistungen

## Fassung von 2021

### EuGH-Urteil vom 4. Juli 2019
Am 28. Februar 2019 hat der Generalanwalt beim Europäischen Gerichtshof (EuGH) in einem Vertragsverletzungsverfahren der Europäischen Kommission gegen Deutschland (Rs. C-377/17) zur Frage der Konformität der HOAI mit dem Europarecht seinen Schlussantrag abgegeben. Er kam zu dem Fazit, dass das bindende Preisrecht der HOAI europarechtswidrig (wegen Verstoßes gegen die Dienstleistungsfreiheit) sei. Es gebe auch keine nachgewiesene Rechtfertigung dadurch, dass dieses für die Gewährleistung hoher Qualitätsstandards oder für den Verbraucherschutz erforderlich sei. Genau das hatte Deutschland immer – und auch in jenem Verfahren – angeführt; aber eben nicht ausreichend belegen können, wie der Generalanwalt nun festhielt. Als Zielsetzung der Kommission in dem Verfahren wurde die Beseitigung jeglicher Honorarordnungen in den freien Berufen, um das Recht auf freie Niederlassung in Europa unter Freiberuflern zu gewähren, angeführt.
Zur „EU-Konformität“ hatten die Wissenschaftlichen Dienste des Deutschen Bundestages im Vorfeld zu der siebten Novellierung der HOAI im Jahr 2008 eine Ausarbeitung vorgelegt. Auf Seite 10 heißt es: „Als Rechtfertigungsgrund für Beschränkungen der Dienstleistungsfreiheit existiert neben den niedergeschriebenen nach Art. 55 EGV in Verbindung mit Art. 46 EGV auch die ungeschriebene Kategorie ‚zwingende Gründe des Allgemeininteresses’. Hierunter fällt unstreitig auch der Verbraucherschutz. Die Vermeidung des Mietanstieges und damit eine Ausgestaltung des Verbraucherschutzes ist ein Grund für die Schaffung der HOAI und damit direktes Ziel der Vorschriften.“ Folge man der Ansicht der primärrechtskonformen Auslegung, wären Beschränkungen der Dienstleistungsfreiheit gerechtfertigt. Es gebe damit gute Argumente, die eine EU-Konformität bereits der derzeit existierenden HOAI (ohne Inländerbeschränkung, wie in der derzeitigen Novelle vorgesehen) stützten.
Am 4. Juli 2019 urteilte der EuGH jedoch, dass die Höchst- und Mindestsätze in der Honorarordnung für Architekten und Ingenieure (HOAI) gegen die 2006 verabschiedete EU-Dienstleistungsrichtlinie und die Niederlassungsfreiheit in den Mitgliedsstaaten der EU verstoßen. Mindest- und Höchstsätze der HOAI dürfen damit nicht mehr verbindlich vorgeschrieben werden, stattdessen sind die Honorare zukünftig frei zu vereinbaren. Um einen Preis- und Qualitätsrutsch nach unten zu verhindern, versuchten daraufhin die Bundesarchitektenkammer, die Bundesingenieurkammer und andere Verbände die Bundesregierung bzw. die Parteien dazu zu bewegen, aus den Mindest- und Höchstsätzen Preisspannen zu ermitteln, die für Planungsleistungen im Bauwesen als angemessen gelten sollen.

### Umsetzung des Urteils in deutsches Recht
Um die nationale Rechtsordnung an die Vorgaben des EuGH-Urteils anzupassen, wurde das Gesetz zur Regelung von Ingenieur- und Architektenleistungen, welches die Bundesregierung in § 1 zum Erlass der HOAI ermächtigt, mit Wirkung zum 19. November 2020 geändert und sodann auch die HOAI selbst zum 1. Januar 2021.
§ 1 ArchLG ermächtigt die Bundesregierung, eine Honorarordnung für Ingenieur- und Architektenleistungen zu erlassen. § 1 Abs. 1 Nr. 1 ArchLG ermächtigt aber nicht mehr zu einer verbindlichen Festlegung der Honorarhöhe. Diese ist künftig in allen Fällen frei vereinbar. § 1 Abs. 1 Nr. 2 ArchLG ermächtigt zur Festlegung von Honorartafeln für Grundleistungen. Das sind gem. § 1 Abs. 2 ArchLG „Leistungen, die regelmäßig im Rahmen von Flächen-, Objekt- oder Fachplanungen auszuführen sind. Sie umfassen insbesondere auch Leistungen der Beratung, Planung, Maßnahmendurchführung sowie Leistungen im Zusammenhang mit Vergabeverfahren.“ Nach § 1 Absatz 1 Nr. 3 ArchLG kann die HOAI eine Regelung der Honorarhöhe bei Grundleistungen für den Fall enthalten, in dem die Parteien keine wirksame Honorarvereinbarung getroffen haben. Gemäß § 1 Abs. 1 Nr. 4 ArchLG kann in der HOAI festgelegt werden, welche Form die Parteien bei der Vereinbarung des Honorars einzuhalten haben, damit diese wirksam ist.
Die neue HOAI sieht vor, dass die Honorare für Architekten- und Ingenieurleistungen frei vereinbart werden können. Die Grundsätze und Maßstäbe der HOAI können von den Vertragsparteien zur Honorarermittlung herangezogen werden (§ 1 HOAI). Zur Frage der Höhe der Honorare enthält die HOAI Honorarspannen vom Basishonorarsatz bis zum oberen Honorarsatz, die als Orientierungswerte zur Verfügung stehen (§ 2a HOAI). Für den Fall, dass keine wirksame Honorarvereinbarung geschlossen wurde, gilt der sogenannte Basishonorarsatz als vereinbart, dessen Höhe dem bisherigen Mindestsatz entspricht. Die Honorarvereinbarung bedarf der Textform. Andernfalls gilt für Grundleistungen der jeweilige Basishonorarsatz als vereinbart (§ 7 a-e HOAI).

## Österreich
Der HOAI entsprachen in Österreich die Honorarleitlinien der Ziviltechniker der Kammer für Architekten und Ingenieurkonsulenten (z. B. die HOA - Honorarleitlinie für Architekten oder die HOB-I - Honorarleitlinie Bauwesen Ingenieurbauwerke, Planung und örtliche Bauaufsicht) – sowie die HOB – Honorarordnung der Baumeister der Bundesinnung Bau. Im Gegensatz zur HOAI waren HOA bzw. HOB zuletzt aber unverbindliche Verbandsempfehlungen der Kammer bzw. der Bundesinnung. Diese Verbandsempfehlungen wurden mit Ablauf des 31. Dezember 2006 per Verordnung außer Kraft gesetzt, um Forderungen der EU-Kommission und des seit 2. Jänner 2006 geltenden Kartellgesetzes 2005 Rechnung zu tragen, welches keine unverbindlichen Verbandsempfehlungen mehr vorsieht. Auf bestehende Verträge, die auf den Honorarleitlinien basieren, hat diese Aufhebung keine Auswirkung.
HIA: Um von Seiten der Kammer für Architekten und Ingenieurkonsulenten Anhalte für Vereinbarungen von Architektenleistungen anzubieten, wurde die HIA - Honorar Information Architektur entwickelt und 2007 veröffentlicht. Die HIA beruht auf den drei Säulen Leistungskatalog, Abschätzung des Zeitaufwandes und Stundensatzermittlung. Dazu stellt die Kammer Datenbanken und Software-Tools zur Verfügung.
HOB-Nachfolge: Als Nachfolge-Publikation zur HOB hat die Bundesinnung Bau den Leitfaden zur Kostenabschätzung von Planungsleistungen herausgegeben.

## Ähnliche Gebührenordnungen
Ähnliche Gebührenordnungen gibt es auch für andere Freie Berufe, so z. B.
- Rechtsanwaltsvergütungsgesetz (RVG) für Rechtsanwälte
- Steuerberatervergütungsverordnung (StBVV) für Steuerberater
- GOÄ für Ärzte
- Gebührenverzeichnis für Heilpraktiker (GebüH) für Heilpraktiker
- Gebührenordnung für Zahnärzte (GOZ) für Zahnärzte
- Gebührenordnung für Tierärzte (GOT)

### Kommentare und Aufsätze zur HOAI
- Petschulat, Alexander: "Die Vergabe von Planungsleistungen unter dem Einfluss der Entscheidung des EuGH zu der Verbindlichkeit von Mindest- und Höchstsätzen nach der HOAI", in: Zeitschrift für deutsches und internationales Bau- und Vergaberecht 2020, S. 534ff.
- Heinlein/Hilka, Kommentar zur HOAI, 2. Auflage, Werner Verlag, ISBN 978-3-8041-5159-8.
- Neuenfeld/Baden/Brückner/Taube: "Honorarordnung für Architekten und Ingenieure - HOAI". Loseblatt-Kommentar, 2. Aktualisierung 2017, Verlag W. Kohlhammer, ISBN 978-3-17-033300-0.
- Frank Steeger u. a. (Hrsg.): "Praxiskommentar HOAI 2013", Kommentar. 2. Auflage. Verlag W. Kohlhammer, ISBN 978-3-17-023686-8.
- Burkhard Messerschmidt: "Brauchen wir ein Architekten- und Ingenieurvertragsrecht im BGB?" Juris, Die Monatszeitschrift, 2015, S. 453.

### Anwendungserläuterungen zur HOAI 2009
- Manfred v. Bentheim: Die neue Honorarordnung für Architekten- und Ingenieurleistungen 2009 - Praktische Arbeitshilfen für die sichere Honorarvereinbarung und Abrechnung nach aktueller HOAI. Forum Verlag Herkert, ISBN 978-3-86586-213-6 - als Loseblattwerk; im Internet unter http://www.forum-verlag.com/
- Rainer Hartmann: Honorarordnung für Architekten und Ingenieure (HOAI). WEKA-Verlag, Fachverlag für Verwaltung u. Industrie, ISBN 3-8111-7201-8 - als Loseblattwerk; im Internet unter http://bau.weka.de/